# 吉拉·类斯·米勒
吉拉·類斯·缪勒（德語：Gerhard Ludwig Müller；1947年12月31日—）是德國籍天主教会枢机及圣座信理部榮休部长。
缪勒于德国美因茨出生，1978年2月11日晋铎，2002年11月24日晋牧。他於2012年7月2日獲委任為信理部部长。教宗方济各於2014年2月22日將他擢升为執事級樞機，領聖依搦斯殉道執事區執事銜。他於2017年7月1日卸任信理部部長、「天主的教會」宗座委員會主席、宗座聖經委員會主席和國際神學委員會主席，上述職務由信理部秘書長類斯·方濟各·拉達里亞-費雷爾接任。

## 牧徽

吉拉·類斯·缪勒枢机牧徽